# Semiothisa errata
Semiothisa errata är en fjärilsart som beskrevs av Mcdunnough 1939. Semiothisa errata ingår i släktet Semiothisa och familjen mätare. Inga underarter finns listade i Catalogue of Life.